# Potoki (rejon oszmiański)
Potoki (biał. Патокі; ros. Потоки) − chutor na Białorusi, w obwodzie grodzieńskim, w rejonie oszmiańskim, w sielsowiecie Kamienny Łuh.

## Historia
W czasach zaborów zaścianek w gminie Polany, w powiecie oszmiańskim, w guberni wileńskiej Imperium Rosyjskiego. W 1905 roku liczył 7 mieszkańców, 24 dziesięciny, własność Ejnika.
W latach 1921–1945 zaścianek leżał w Polsce, w województwie wileńskim, w powiecie oszmiańskim, w gminie Polany.
W 1931 wieś w 2 domach zamieszkiwało 6 osób.
Wierni należeli do parafii rzymskokatolickiej w Cudzieniszkach. Miejscowość podlegała pod Sąd Grodzki w Oszmianie i Okręgowy w Wilnie; właściwy urząd pocztowy mieścił się w Cudzieniszkach.
Po II wojnie światowej w granicach Związku Sowieckiego. Od 1991 w niepodległej Białorusi.